# Слиз

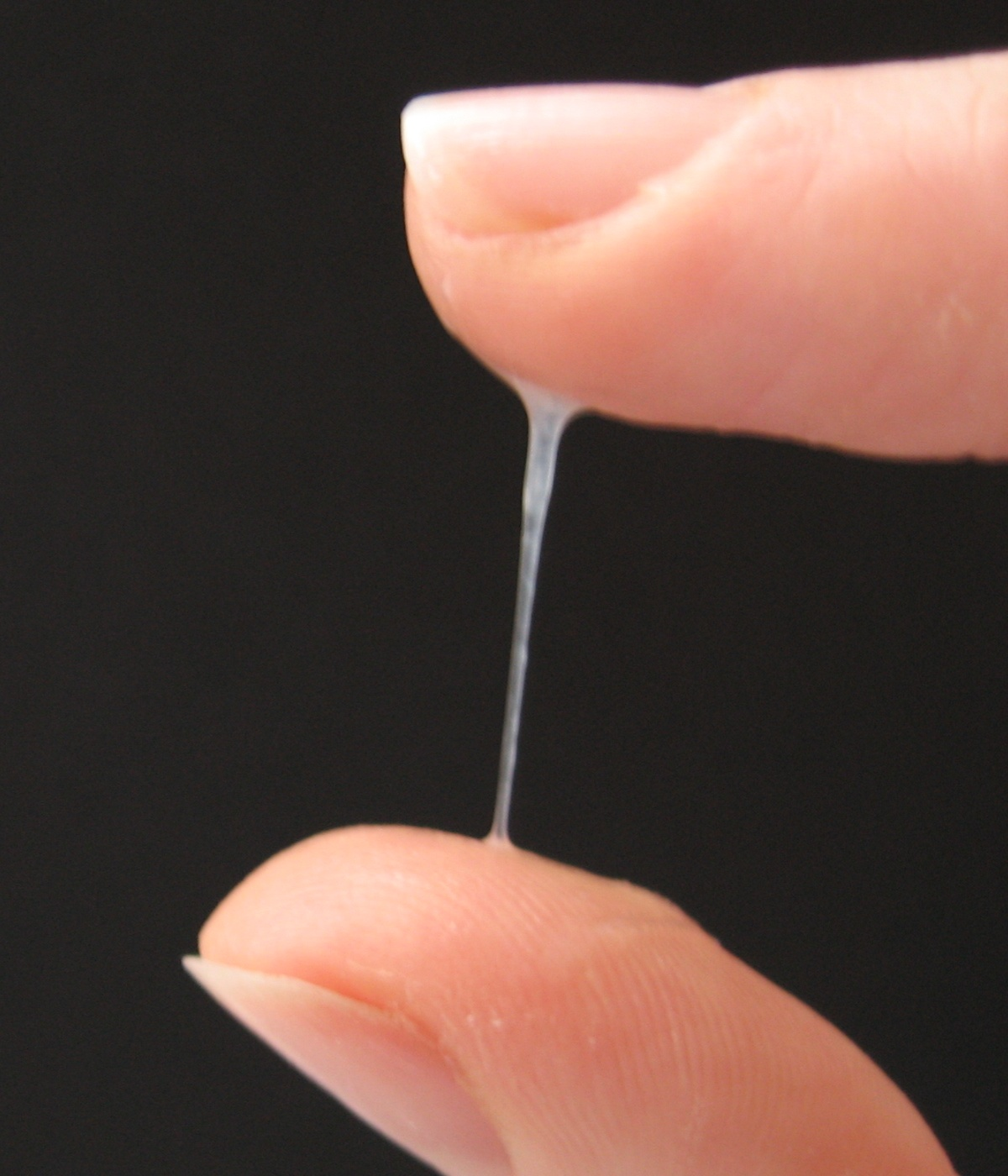

Слиз — слизький та густий колоїдний секрет, що виробляється та вкриває поверхню багатьох клітин або тканин багатьох організмів.
У хребетних тварин слиз виділяється келихоподібними клітинами слизових оболонок та містить антисептичні ферменти (такі як лізоцим) та імуноглобуліни, що виконують функцію захисту епітеліальних клітин дихальної, травної, сечостатевої, зорової та слухової систем ссавців, шкіри земноводних та зябра риб. Багато безхребетних тварин (равлики, слимаки), деякі риби (міксини) та бактерії (міксобактерії) виділяють зовнішній слиз, що на додаток до захисної функції допомагає їм рухатися у середовищі.

## Властивості та склад
Слиз є сумішшю речовин, які виділяються різними клітинами слизової оболонки: келихоподібними клітинами, підслизовими залозами, ентероцитами (у кишці), епітеліоцитами дихальних шляхів тощо. Основним компонентом цієї суміші є муцини — високомолекулярні глікопротеїни, які утворюють молекулярну сітку, утримуючи всередині воду та дрібні часточки, своєрідний гель.
Слиз є в'язким та еластичним. У залежності від вмісту білків і води в'язкість може сильно змінюватися.
Також до складу слизу входять інші клітинні та позаклітинні білки, ліпіди.

## Слиз у травному тракті ссавців
Слиз захищає поверхню шлунково-кишкового тракту від механічних пошкоджень та від перетравлення їх стінок під дією власних травних ферментів. Окрім того, у кишці слиз захищає поверхню епітеліальних клітин від численних кишкових бактерій. У шлунку та товстій кишці знаходиться два шари слизу, тоді як у тонкій кишці — лише один.
Слиз у тонкій кишці містить білок муцин MUC2, який утворює молекулярну сітку з великими отворами, через які можуть проходити часточки розміром з бактерію (1-2 мікрометри).